# Frida Stéenhoff
Helga Frideborg "Frida" Maria Stéenhoff, de soltera Wadström, (Estocolmo, 11 de diciembre de 1865 - ibídem, 22 de junio de 1945), fue una escritora y activista por derechos de las mujeres sueca. Fue una participante destacada en el debate público por la igualdad de género y colaboró con varias publicaciones progresivas radicales. Estuvo comprometida con el movimiento por el sufragio femenino, además de con varias organizaciones humanitarias. Durante la Segunda Guerra Mundial participó en trabajos antifascistas. Frida Stéenhoff fue una figura central muy importante en el movimiento por el amor libre en Suecia, para el control de natalidad, el sexo y el romance sin matrimonio, y se mostró crítica hacia la institución de matrimonio, temas por los que sería controversialmente conocida por su novela debutante: Lejonets unge ("El niño del león"), de 1896. Se le atribuye el haber introducido el concepto moderno de feminismo en Suecia con su publicación Feminismens moraleja ("Moralidad feminista"), de 1903. Utilizó el seudónimo masculino Harald Gate. Stéenhoff se encontraba entre las colaboradoras de la revista feminista Tidevarvet.

## Obras

### Novelas
- 1902 - Det heliga arvet ("La herencia sagrada")
- 1904 - Öknen ("Desierto")
- 1911 - Kring den heliga elden ("Alrededor del fuego sagrado")
- 1915 - Ljusa bragder och mörka dåd ("Obras brillantes y oscuras acciones")
- 1918 - Filippas öden ("El destino de Filippa")
- 1937 - Objektiv stats- och könsmoral

### Teatro
- 1896 - Lejonets unge ("El niño del león")
- 1898 - Sin nästas hustru ("La mujer de su vecino")
- 1900 - Ärkefienden ("Archienemigo")
- 1907 - Stridbar ungdom ("La juventud combativa")
- 1908 - Den vita duvans samfund ("La sociedad de la paloma blanca")
- 1910 - Den smala vägen ("El camino estrecho")
- 1911 - Kärlekens rival ("Amar a su rival")

### Ensayos y otras publicaciones
- 1903 - Feminismens moral ("Moralidad feminista")
- 1904 - Den reglementerade prostitutionen ("La prostitución regulada")
- 1905 - Humanitet och barnalstring ("Humanidad y procreación")
- 1905 - Varför skola kvinnorna vänta ("Por qué las mujeres deberían esperar")
- 1907 - Fosterlandskänslan ("El sentido de la patria")
- 1908 - Penningen och kärleken ("Pago y amor")
- 1909 - Riktlinjerna i mitt författarskap ("Las pautas en mi escritura")
- 1910 - Teatern och livet ("Teatro y vida")
- 1910 - Det nya folket ("Las nuevas personas")
- 1912 - Minfru, fru eller fröken ("Minfru, señora o señorita")
- 1912 - Äktenskap och demokrati ("Matrimonio y democracia")
- 1913 - Könsslaveri ("Esclavitud sexual")
- 1915 - Krigets herrar - världens herrar ("Maestros de la guerra - amos del mundo")
- 1924 - Samtal med en borgmästare om prostitutionen ("Conversaciones con un alcalde de la prostitución"), (Tidevarvet 1924(2):8, s. 4, 5, 6)
- 1924 - Ellen Key och Nikodemus ("Ellen Key y Nicodemo"), (Tidevarvet 1924(2):49, s. 1, 6)
- 1925 - Babels förbistring: angående befolkningsproblem ("La confusión de Babel: sobre los problemas de la población"), (Tidevarvet 1925(3):7, s. 3)
- 1925 - Bör nutidsmänniskan tro på drömmar? ("¿Debería el hombre moderno creer en los sueños?"), (Tidevarvet 1925(3):14, s. 4)
- 1925 - Vad unnar han henne? ("¿Lo que envidio de ella?"), (Tidevarvet 1925(3):17, s. 4 )
- 2007 - Blott ett annat namn för ljus: Tre texter av Frida Stéenhoff ("Simplemente otro nombre para la luz: tres textos de Frida Stéenhoff"), (innehåller Feminismens moral, Ett sällsamt öde och Lejonets unge)